# Isaiah Kantor
Isaiah Kantor (ou Issai Lvovitch Kantor ; 1936-2006) est un mathématicien, spécialiste d'algèbre et plus particulièrement des algèbres non associatives. Il est principalement connu pour la construction de Kantor-Koecher-Tits, qui produit une algèbre de Lie à partir d'une algèbre de Jordan, et pour le double de Kantor (en), une superalgèbre de Jordan construite à partir d'une algèbre de Poisson.